# 宮本町 (川崎市)
宮本町（みやもとちょう）は、神奈川県川崎市川崎区の町名である。住居表示に関する法律に基づく住居表示は実施されておらず、丁目は設けられていない。面積は72476.7m²。

## 地理
川崎区の北西部、京急川崎駅・JR川崎駅の東方に位置し、東は国道15号（第一京浜国道）、南は神奈川県道9号川崎府中線（市役所通り）に面する。町の南西部には川崎市役所本庁舎、周辺に第2～第4庁舎があり、行政の中心となっている。1938年に竣工した本庁舎は時計塔が特徴であったが、老朽化が進んだため2016年度より超高層建築物への建替事業が開始した。新庁舎低層部には旧本庁舎の一部が復元される予定である。第一京浜沿いには稲毛神社があり、境内の半分ほどは公園になっている。町の中央部には久遠寺や幸福寺の寺院があり、北部は集合住宅が多い。

## 歴史
1924年（大正13年）に、神奈川県橘樹郡川崎町堀之内、宮前、榎町の一部から宮本町が新設された。同年7月に市制施行により川崎市の町名となる。1964年（昭和39年）11月10日、土地区画整理事業に伴う換地処分により、宮本町の一部が本町1・2丁目と堀之内町に編入されるとともに宮前町・砂子1丁目・東3丁目の各一部を編入。1972年（昭和47年）には川崎市の政令指定都市移行に伴う区制施行により、川崎市川崎区宮本町となる。
2022年（令和4年）、神奈川県は宮本町を県暴力団排除条例に基づき暴力団排除特別強化地域に指定した。

## 世帯数と人口
2025年（令和7年）6月30日現在（川崎市発表）の世帯数と人口は以下の通りである。
| 町丁   | 世帯数  | 人口    |
| ------ | ------- | ------- |
| 宮本町 | 990世帯 | 1,313人 |

### 人口の変遷
国勢調査による人口の推移。
| 年                 | 人口  |
| ------------------ | ----- |
| 1995年（平成7年）  | 588   |
| 2000年（平成12年） | 591   |
| 2005年（平成17年） | 600   |
| 2010年（平成22年） | 725   |
| 2015年（平成27年） | 1,104 |
| 2020年（令和2年）  | 1,321 |

### 世帯数の変遷
国勢調査による世帯数の推移。
| 年                 | 世帯数 |
| ------------------ | ------ |
| 1995年（平成7年）  | 358    |
| 2000年（平成12年） | 336    |
| 2005年（平成17年） | 351    |
| 2010年（平成22年） | 507    |
| 2015年（平成27年） | 762    |
| 2020年（令和2年）  | 955    |

## 学区
市立小・中学校に通う場合、学区は以下の通りとなる（2025年1月時点）。
| 番地 | 小学校             | 中学校               |
| ---- | ------------------ | -------------------- |
| 全域 | 川崎市立宮前小学校 | 川崎市立富士見中学校 |

## 事業所
2021年（令和3年）現在の経済センサス調査による事業所数と従業員数は以下の通りである。
| 町丁   | 事業所数  | 従業員数 |
| ------ | --------- | -------- |
| 宮本町 | 114事業所 | 1,964人  |

### 事業者数の変遷
経済センサスによる事業所数の推移。
| 年                 | 事業者数 |
| ------------------ | -------- |
| 2016年（平成28年） | 97       |
| 2021年（令和3年）  | 114      |

### 従業員数の変遷
経済センサスによる従業員数の推移。
| 年                 | 従業員数 |
| ------------------ | -------- |
| 2016年（平成28年） | 1,037    |
| 2021年（令和3年）  | 1,964    |

## その他

### 日本郵便
- 郵便番号 : 210-0004[3]（集配局 : 川崎港郵便局[21]）

### 警察
町内の警察の管轄区域は以下の通りである。
| 番・番地等 | 警察署     | 交番・駐在所 |
| ---------- | ---------- | ------------ |
| 全域       | 川崎警察署 | 川崎駅前交番 |